# Thal (Stájerország)
Thal osztrák mezőváros Stájerország Graz-környéki járásában. 2018 januárjában 2261 lakosa volt. Thalban született Arnold Schwarzenegger.

## Elhelyezkedése

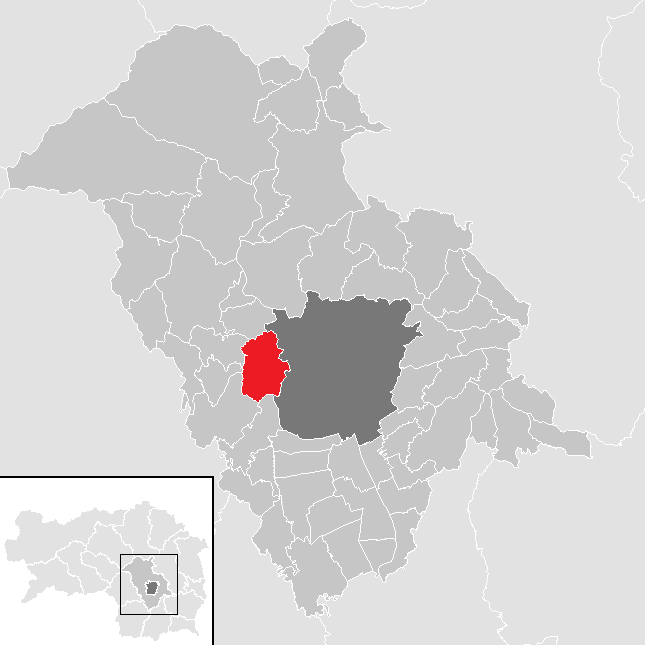
Thal a Graz-környéki járásban

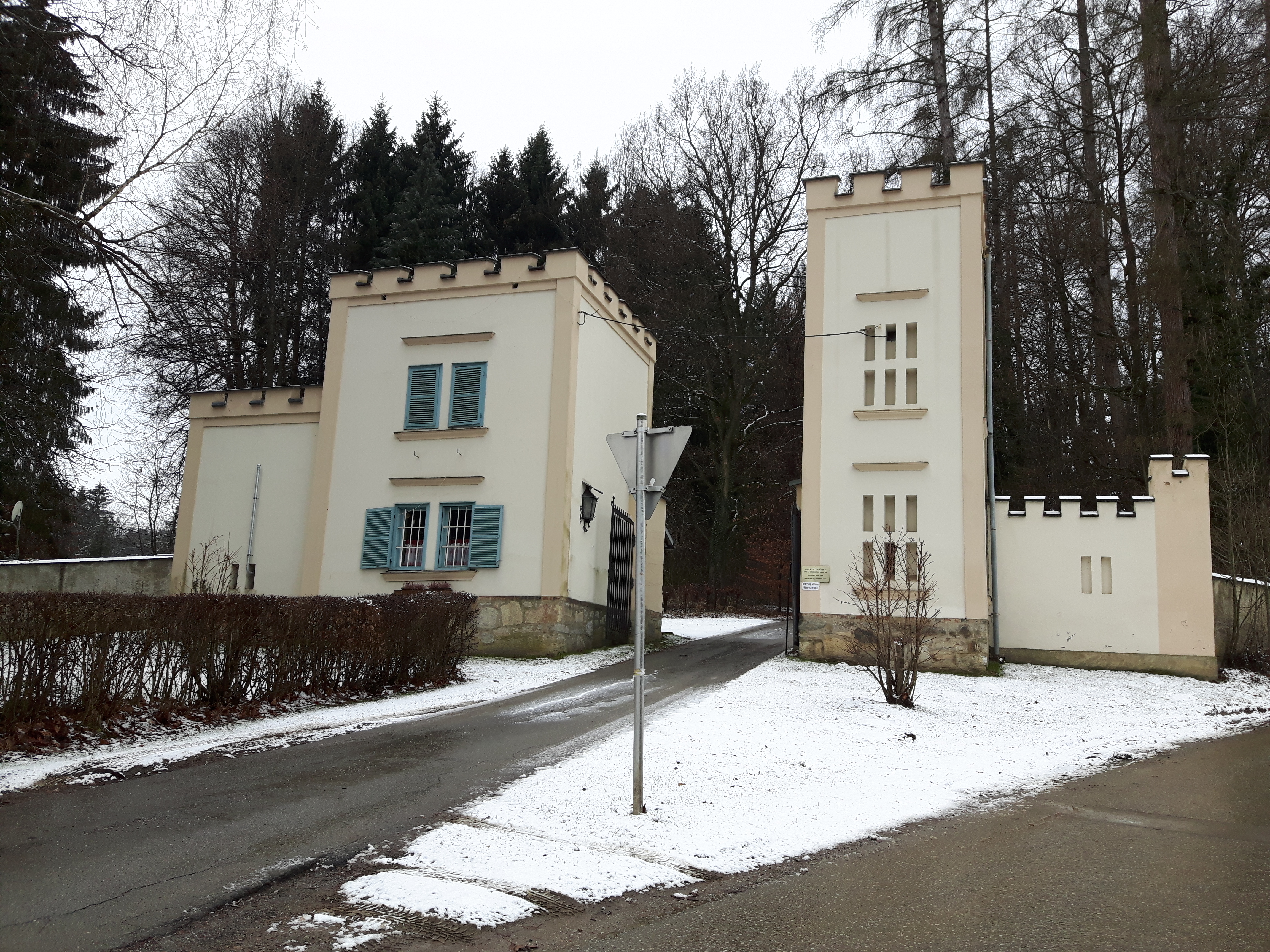
Oberthal kastélya

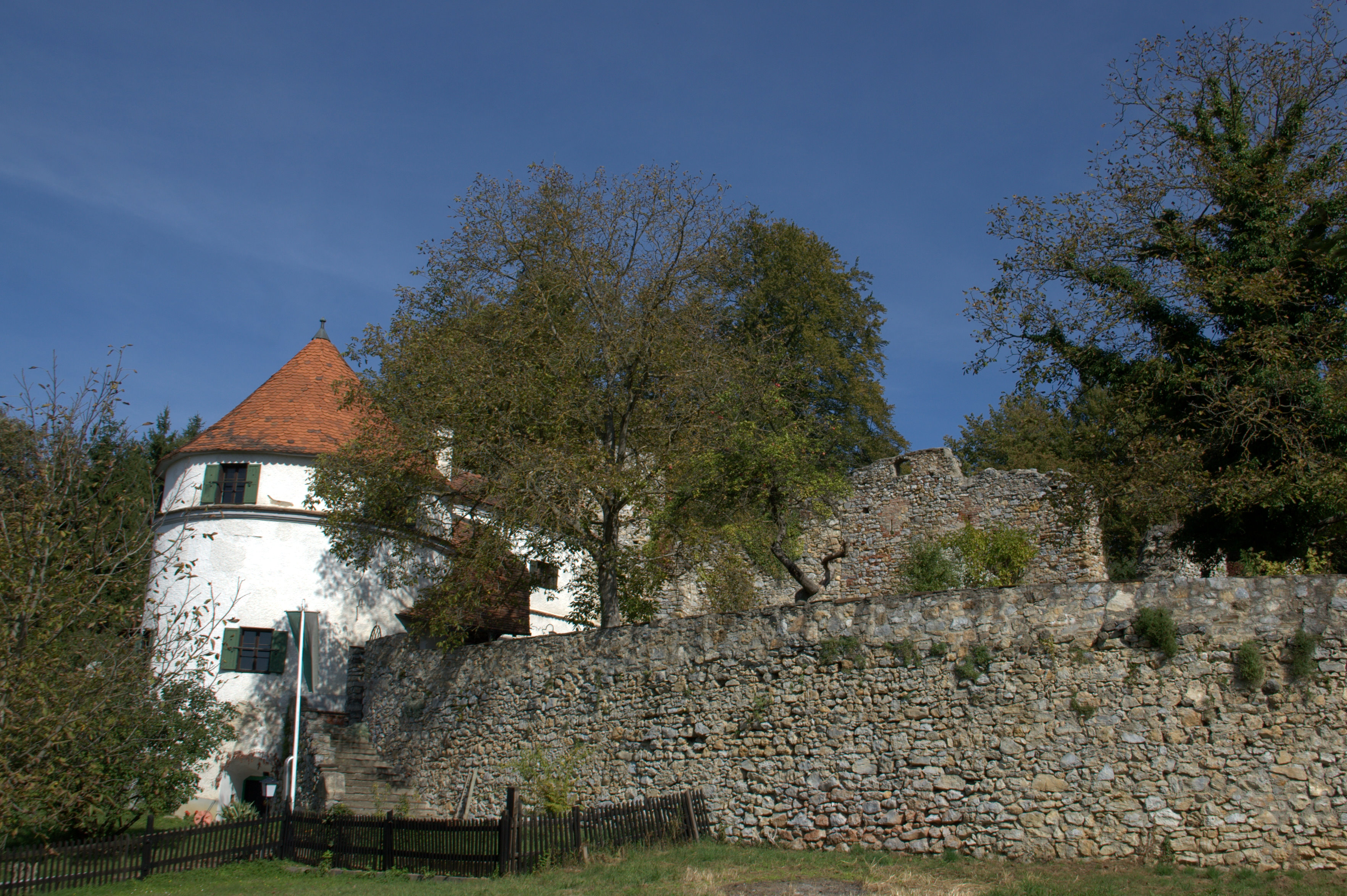
Unterthal vára

Thal a nyugat-stájerországi régióban fekszik, 4 km-re nyugatra Graztól. Határait északon és északnyugaton a Frauenkogel és Generalkogel, keleten a Plabutsch hegyek alkotják. Legnagyobb állóvize a Thalersee. Az önkormányzat 19 kisebb települést egyesít: Eben, Eck, Hardt, Haslau, Kirchberg, Kötschberg, Linak, Oberbichl, Oberthal, Plabutsch, Schlüsselhof, Steinberg, Unterbichl, Unterthal, Waldsdorf, Waldsdorfberg, Wendlleiten, Windhof, Winkel.
A környező önkormányzatok: északra Gratwein-Straßengel, keletre Graz, délnyugatra Hitzendorf, északnyugatra Sankt Oswald bei Plankenwarth.

## Története
A mezőváros területe a 9. századig nem volt lakott, az első falut, Waldsdorfot a 10. században alapították, majd a következő két évszázadban a többi település is sorra került. A községi önkormányzat 1850-ben alakult meg, először még St. Jakob Thal néven. 
Thal 1995-ben mezővárosi rangot kapott. 

## Lakosság
A thali önkormányzat területén 2018 januárjában 2261 fő élt. A lakosságszám 1939 óta növekvő tendenciát mutat, az utóbbi évtizedekben elsősorban a Grazból az agglomerációba kiköltözők miatt. 2015-ben a helybeliek 92,1%-a volt osztrák állampolgár; a külföldiek közül 2% a régi (2004 előtti), 2,8% az új EU-tagállamokból érkezett. 1,4% a volt Jugoszlávia (Szlovénia és Horvátország nélkül) vagy Törökország, 1,8% egyéb országok polgára. 2001-ben a lakosok 77,1%-a római katolikusnak, 6,3% evangélikusnak, 1,5% mohamedánnak, 12,8% pedig felekezet nélkülinek vallotta magát. Ugyanekkor 14 magyar élt a mezővárosban. 

## Látnivalók
- A Szt. Jakab-plébániatemplom elődjét, egy fából készült, Szt. Sebestyénnek szentelt kápolnát 1735 építették, feltehetően egy pestisjárvány áldozatainak temetőjébe. 1772-ben ide hozták át a romba dőlt umtertali vár templomából Szt. Jakab szobrát, és innentől kezdve a templom ennek a szentnek a nevét viselte. 1992-1994 között a templomot a neves építész és festő, Ernst Fuchs vezetésével átépítették, aki élénk színekkel és fényhatásokka újította meg az épület belsejét.
- Oberthal kastélyának helyén már a 12. században állt egy majorság és egy megerődített nemesi udvarház. 1315-1605 között a Windisch-Graetz család birtokolta. 1563-ban Erasmus von Windisch-Graetz reneszánsz kastéllyá bővítette ki az épületet. Ekkor készült az a Graz felé vezető alagút, amely ma már csak néhány száz méterig követhető. 1605-ben Bernhard Walther von Walthersweil, 1622-ben a Schranzenegg-család, 1626-ban Friedrich von Trautmannsdorff gróf szerezte meg. 1656-1661 között a Trautmannsdorffok jelentősen kibővítették a kastélyt, franciakertet és grottókat létesítettek. 1798-1841 között a Warnhauser-családé volt, majd a Walterskirchen bárók vették meg, akik skót stílusban átalakították. Néhány tulajdonosváltás után Friedrich Schuster visszaállította az eredeti barokk épületet. A második világháború után itt szállásolták el a brit megszálló parancsnokságot. A kastély ma magántulajdonban van.
- Unterthal várát először 1259-ben említik. 1569-ben Georg von Khevenhüller karintiai kormányzó vásárolta meg. 1621-től az Eggenbergek szerrzték meg, akik hagyták romba dőlni. 1715-ben egy tűzvész az épület nagy részét elpusztította. 1772-ben elromosodott templomából átvitték a Szt. Jakab-szobrot a mai plébániatemplomba. A várnak csak a kerektornya maradt lakott egészen 1979-ig. A vár egy részét 1996-ban restaurálták.
- a Schwarzenegger-múzeumot 2011-ben nyitották meg, a testépítő-színész-politikus 64. születésnapján. A múzeumban a településen töltött 19 évének emlékei láthatóak.
- a Thalersee számos sportolási lehetőséget biztosít

## Híres thaliak
- Arnold Schwarzenegger (1947-) osztrák-amerikai testépítő, színész és politikus
- Carina Wenninger (1991-) labdarúgó

## Fordítás
- Ez a szócikk részben vagy egészben  a    Thal (Steiermark) című német Wikipédia-szócikk ezen változatának fordításán alapul.  Az eredeti cikk szerkesztőit annak laptörténete sorolja fel. Ez a jelzés csupán a megfogalmazás eredetét és a szerzői jogokat jelzi, nem szolgál a cikkben szereplő információk forrásmegjelöléseként.